# Constantia von Cosel

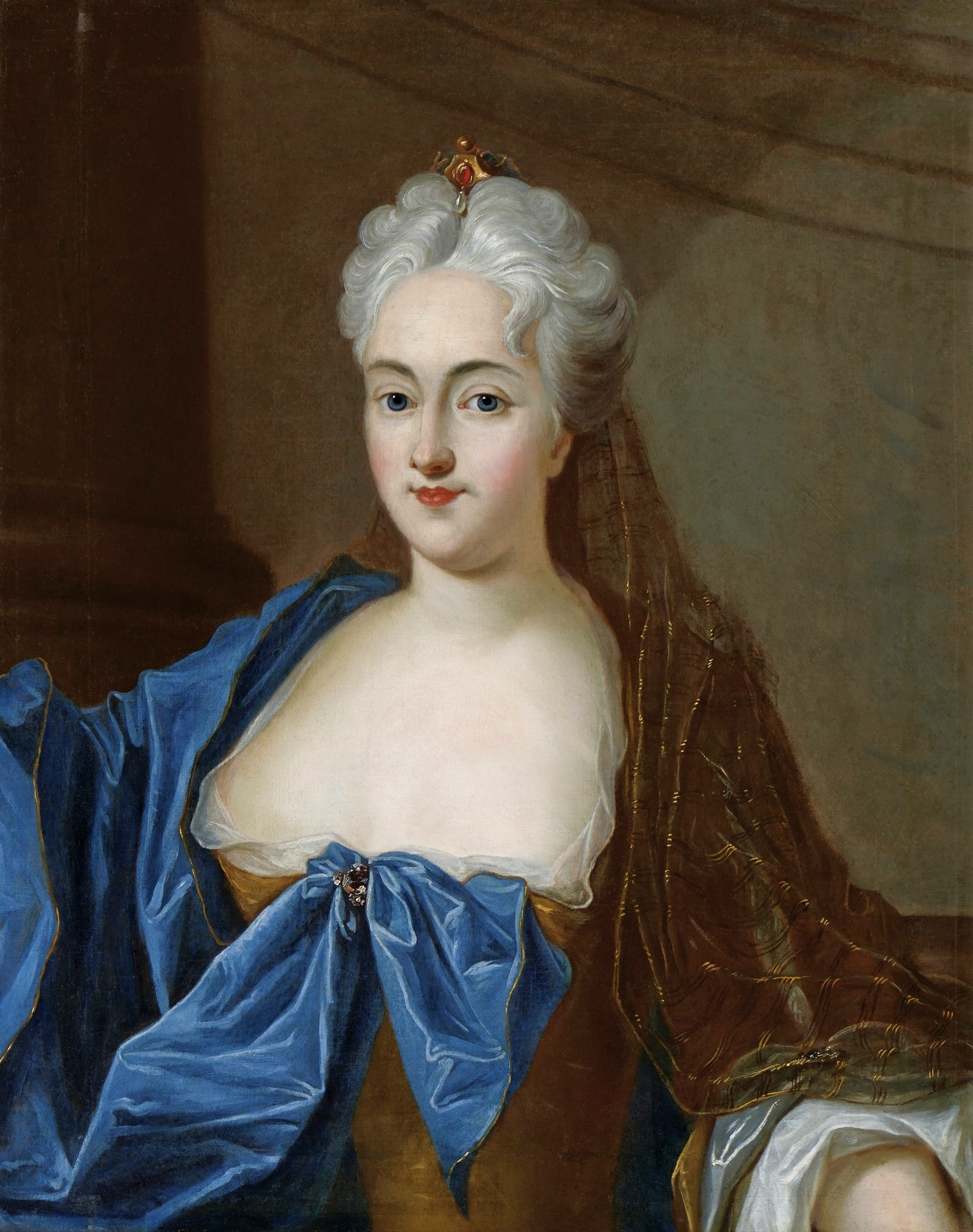
Anna Constantia Gräfin von Cosel (erste Hälfte des 18. Jahrhunderts)

Anna Constantia Gräfin von Cosel, geb. von Brockdorff (* 17. Oktober 1680 in Depenau; † 31. März 1765 in Stolpen) war neben Aurora von Königsmarck die bekannteste Mätresse Augusts des Starken.

## Leben
Anna Constantia wuchs als Tochter des Ritters Joachim von Brockdorff und seiner Frau Anna Margarethe, Tochter des reichen Hamburgers Leonhard Marselis, auf Gut Depenau auf. Die Ehe Brockdorffs, der aus einer der ältesten Adelsfamilien Holsteins stammte, mit der bürgerlichen Kaufmannstochter galt als unstandesgemäß.
Für ein Mädchen der Barockzeit erhielt Anna Constantia eine ungewöhnlich umfassende Ausbildung: Sie lernte mehrere Sprachen, erhielt Unterricht in Mathematik und in klassischer Bildung, ritt im Damen- und Herrensattel und besaß eine Leidenschaft für die Jagd. Sie galt als ungestüm und eigensinnig. Man sagte, dass sie Pfeife rauchte und sehr gut mit Gewehren umgehen konnte.
Anna Constantia wurde 1694 von ihren Eltern an den Hof des Herzogs Christian Albrecht nach Schloss Gottorf bei Schleswig geschickt, wo sie eine höfische Ausbildung bekommen sollte. Die 14-Jährige diente der zehn Jahre älteren Tochter des Herzogs, Sophie Amalie, als Hoffräulein. Als die Herzogstochter im folgenden Jahr als Braut von August Wilhelm nach Wolfenbüttel zog, begleitete Anna Constantia sie ins dortige Schloss. Hier ergaben sich Schwierigkeiten, als sie – möglicherweise von Prinz Ludwig Rudolf, dem jüngeren Bruder des Erbprinzen – schwanger wurde. Nach der Geburt ihres Kindes 1702 wurde sie vom Hof verbannt und zurück zu ihren Eltern nach Depenau geschickt. Der Verbleib ihres Kindes ist nicht bekannt.
1699 lernte Anna Constantia den um zwölf Jahre älteren Direktor des sächsischen Generalakzise-Kollegiums, Adolph Magnus von Hoym, in Wolfenbüttel kennen, der um ihre Hand anhielt. Nach längerer Verlobungszeit und der Heirat am 2. Juni 1703 lebte das Ehepaar auf Schloss Burgscheidungen. Doch bereits ein Jahr später strebte Hoym eine Trennung von seiner Ehefrau an, die er als „herrschsüchtig und hinterhältig“ beschrieb. Im Januar 1705 reichte er die Scheidung ein, 1706 wurde die Ehe geschieden. Ein weiterer Grund für die Trennung könnte gewesen sein, dass Anna Constantia ihrem Mann die Existenz ihres Kindes verschwiegen hatte.

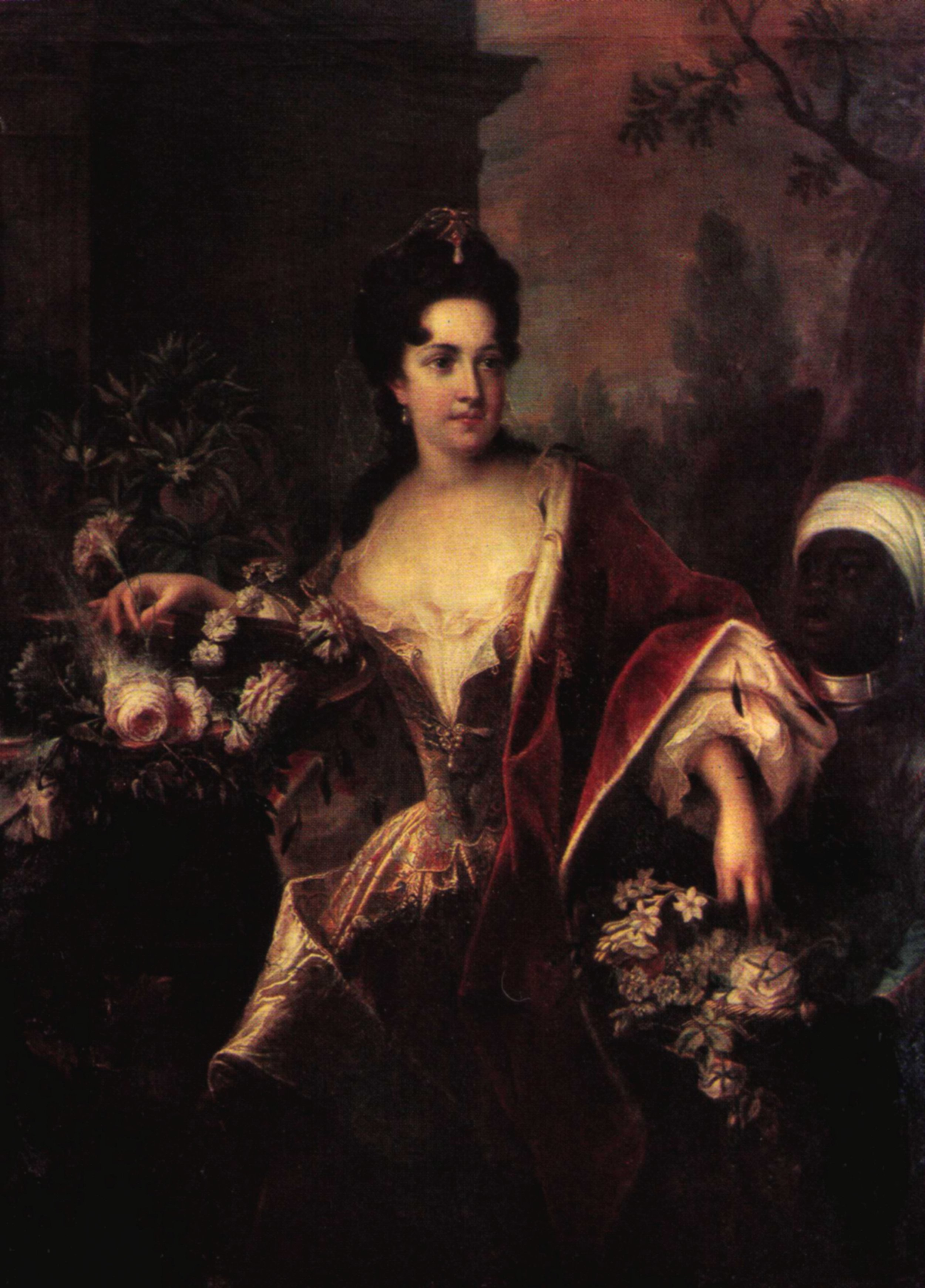
Porträt von Anna Constantia Gräfin von Cosel (1705)

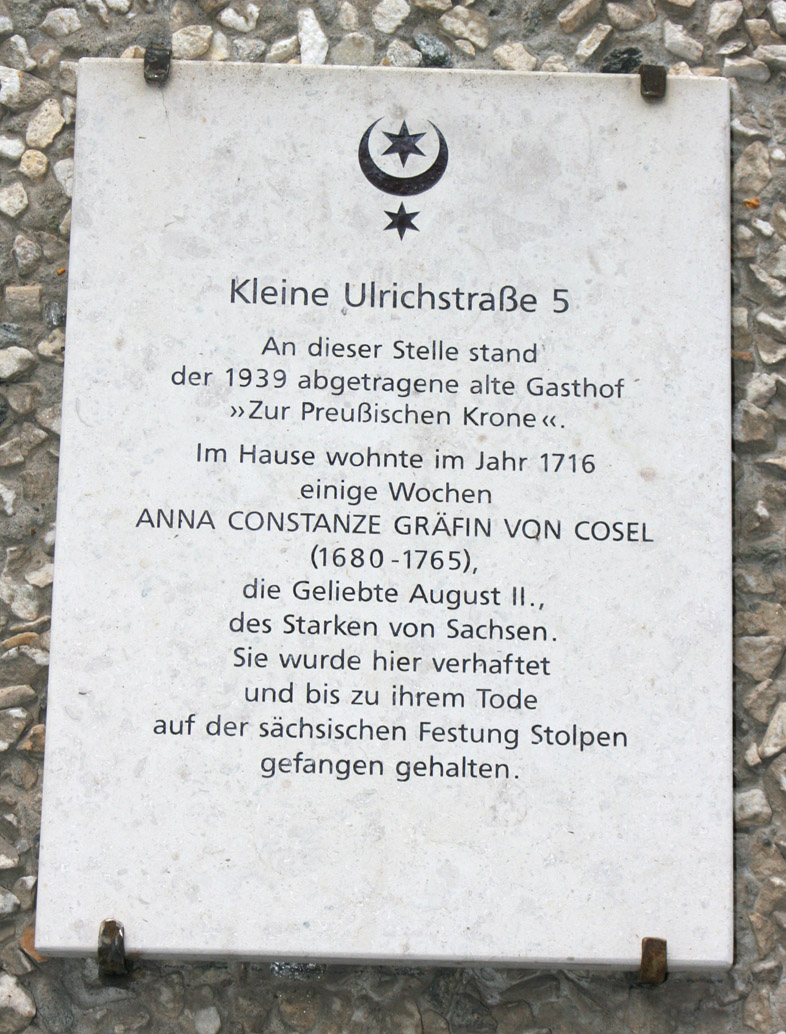
Gedenktafel am Ort ihrer Verhaftung im damals preußischen Halle (Saale)

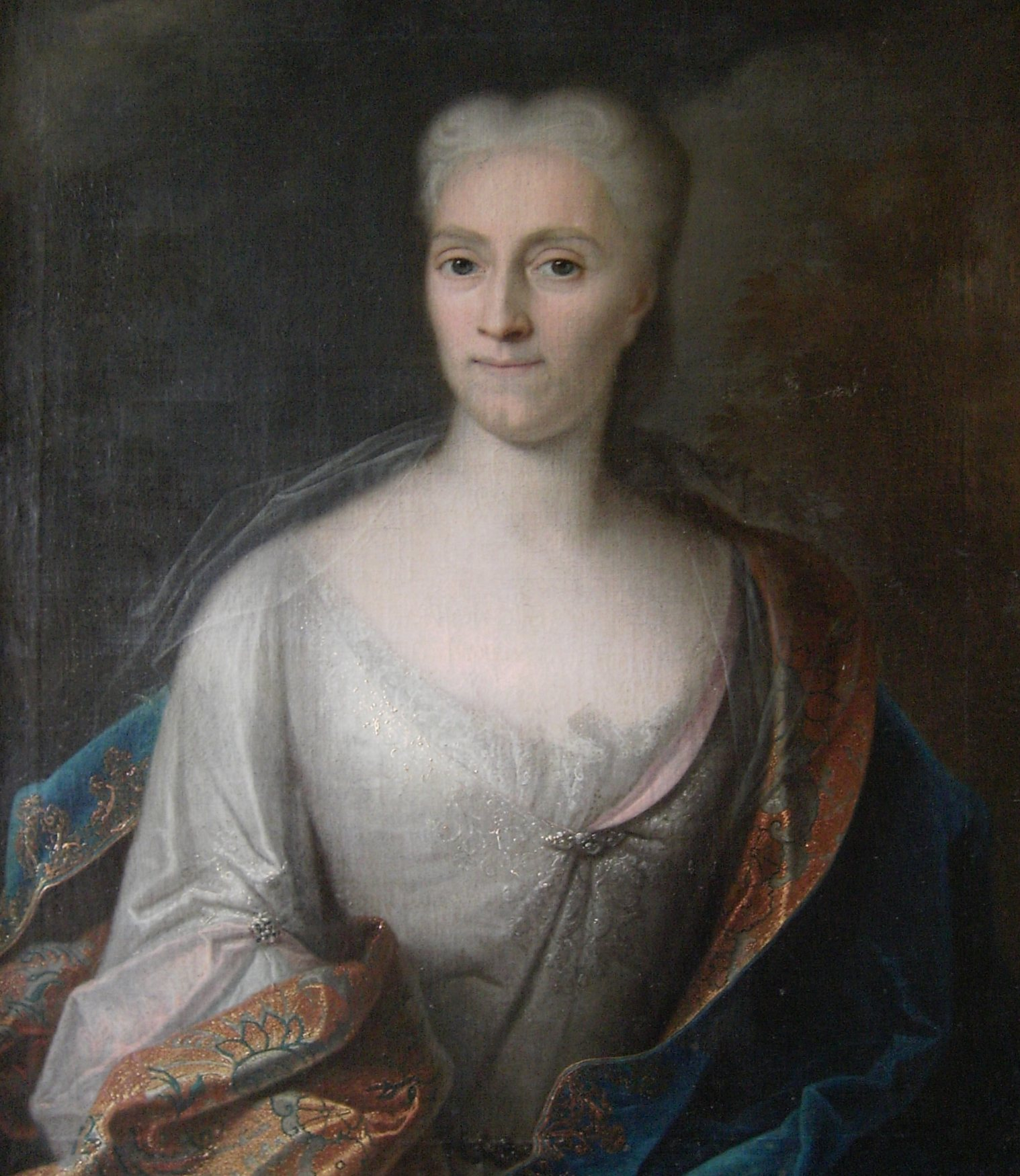
Anna Constantia während ihrer Exilzeit auf Burg Stolpen

Am 7. Dezember 1704 wurde August der Starke bei einem Brand im Hause Hoym auf die attraktive Anna Constantia aufmerksam und holte sie an den Hof, obwohl er sich zu dieser Zeit noch in einer Beziehung mit Fürstin Teschen befand. Freiherr von Hoym warnte August den Starken vor Anna Constantia, die er für gänzlich ungeeignet hielt, das Amt einer offiziellen Maitresse en titre zu übernehmen. Augusts rechtmäßige Ehefrau, Christiane Eberhardine von Brandenburg-Bayreuth, hatte sich zu jener Zeit längst vom Hof zurückgezogen und lebte auf Schloss Pretzsch. Im Dezember 1705 übergab August der Starke Anna Constantia ein schriftliches Eheversprechen, das sie im Falle des Todes der Kurfürstin als seine „Frau zur Linken“, also zu seiner morganatischen Ehefrau, erklärte und eventuelle Kinder legitimierte. Anna Constantia hatte auf diesem schriftlichen Versprechen bestanden, denn nach der heimlichen Geburt eines unehelichen Kindes und ihrer Scheidung wollte sie wahrscheinlich nicht auch noch als Mätresse Karriere machen, ohne zumindest die Aussicht auf die Ehre einer Ehefrau zu haben. In diesem folgenreichen Dokument wurde auch ihre Versorgung geregelt: So sollte sie 100.000 Taler jährlich als Pension und das Rittergut Pillnitz erhalten.
Im Februar 1706, einen Monat nach der Scheidung von Hoym, wurde Anna Constantia auf dessen Bitten vom Kaiser zur Gräfin von Cosel ernannt. Um 1706 beauftragte der Kurfürst seinen Baumeister Matthäus Daniel Pöppelmann mit der Neugestaltung des Türkischen Hauses, heute der Mittelbau des Taschenbergpalais, zum Wohn- und Repräsentationssitz für die Gräfin Cosel. Anna Constantia war nun der Mittelpunkt des sächsischen Hofes und galt als schön, ehrgeizig und intelligent, aber auch als aufbrausend, hochmütig und dünkelhaft. Sie machte sich einige Feinde, indem sie Intrigen und Verfehlungen der Minister aufdeckte.
Nach Auffassung des Hofes mischte sich Anna Constantia mittlerweile zunehmend in die Politik ein. Besonders ihr Versuch, Augusts Ambitionen auf die polnische Krone durch ihre dem Kaiser Karl VI. verpflichtete Politik zu beeinflussen, stieß auf erheblichen Widerstand der Minister, insbesondere des dirigierenden Ministers Jacob Heinrich von Flemming. Ihre Eigenmächtigkeit ging so weit, dass sie Abschriften von Dokumenten des Geheimen Kabinetts an den Kaiserlichen Gesandten in Sachsen weitergab, wofür ihr der Titel einer Reichsfürstin von Görlitz versprochen wurde. Das Wappen hatte man schon entworfen, der Entwurf ist im sächsischen Staatsarchiv erhalten. Der Kurfürst im protestantischen Kernland Sachsen kämpfte hartnäckig um die Wiedergewinnung des Königstitels im katholischen Polen, den er nach der Niederlage gegen die Schweden im Großen Nordischen Krieg verloren hatte. August war aus rein politischen Gründen zum Katholizismus übergetreten; die Protestantin Anna Constantia hingegen missbilligte seine Ambitionen. Sie warnte August eindringlich davor, sich auf die Machtspiele polnischer Fürstenhäuser einzulassen, nur um erneut König von Polen werden zu können. Dank ihrer umfassenden Bildung und politischen Erfahrung sah sie das Debakel voraus, das August letztlich auch erlitt. Es kränkte August in seinem Stolz, dass eine Frau die Lage realistischer eingeschätzt hatte als er selbst. Augusts Streben nach der polnischen Krone sollte auch dazu dienen, dem Kurfürstentum Sachsen mehr Macht und Bedeutung im Reich zu verschaffen, als der Nachbarstaat Preußen zunehmend mächtiger wurde.
Um dem polnischen Adel Entgegenkommen zu demonstrieren, erschien auch die Wahl einer katholischen Mätresse aus Polen opportun. August entschied sich schließlich für Gräfin Maria Magdalena von Dönhoff. Die Zugeständnisse, die August dem polnischen Adel machen musste, schmälerten die angestrebte Bedeutung der wiedergewonnenen Königswürde. Unter August III. verlor Sachsen die polnische Krone endgültig, und der Versuch, die traditionelle Wahl- in eine Erbmonarchie zu verwandeln, war gescheitert. Polen wurde später unter Preußen, Russland und Österreich mehrfach aufgeteilt und verschwand als souveräner Staat für 123 Jahre von der Landkarte.
Anna Constantias Eifersucht und ihre Versuche, die neue Mätresse des Fürsten zu bekämpfen, veranlassten August schließlich dazu, sich gänzlich von der Gräfin Cosel abzuwenden. Weil die Gräfin jede Anstrengung einer gütlichen Trennung zurückwies, entschied sich der Kurfürst für drastische Mittel. 1713 verbannte August Anna Constantia vom Dresdner Hof nach Schloss Pillnitz; die Übersiedlung nach Zabeltitz lehnte sie ab.
Am 12. Dezember 1715 reiste sie nach Berlin, um den von August zurückgeforderten Ehevertrag zu beschaffen. Weil sie Pillnitz nicht verlassen durfte, galt diese Reise als Flucht. Damit hatte sie eine Situation geschaffen, die der Kurfürst nicht hinnehmen konnte. Das schriftlich fixierte Eheversprechen, das August ihr seinerzeit hatte ausstellen lassen, wurde ihr nun zum Verhängnis. Wäre ein solches Dokument publik geworden, zumal in Preußen, hätte dies eine europaweite Blamage des sächsischen Kurfürsten und Königs von Polen zur Folge gehabt. August war somit zum Handeln gezwungen und bot dem preußischen König im Austausch gegen die Auslieferung der Gräfin nach Sachsen geflohene preußische Deserteure an.
Für gewöhnlich wurden Deserteure in Preußen hingerichtet, weshalb der Kurfürst zunächst zögerte. Das Abwenden der befürchteten Blamage motivierte ihn dann doch dazu, die Deserteure anzubieten. Nachdem der preußische König zudem versichert hatte, dass die zurückgeführten Soldaten nicht hingerichtet würden, stimmte August dem Handel zu. Die Gräfin von Cosel kam am 21. November 1716 über Halle und Nossen zurück nach Dresden. Sie wurde vom König unter Arrest gestellt und am 24. Dezember 1716 auf die Burg Stolpen überstellt, wo sie die restlichen 48 Jahre bis zu ihrem Tod lebte.
August beließ der Gräfin ihren gesamten Besitz. Sie bezog weiterhin Einnahmen aus ihren Landgütern (z. B. das Spitzhaus in Radebeul mit Weinbergen). Ihr Vermögen belief sich nach damaligen Akten auf mehr als 500.000 Taler. Als sie im Jahre 1718 ihr Vermögen offenlegen musste, zählte man 828.582 Taler. Die Gräfin Cosel hielt sogar Hof in dem für sie ausgebauten Zeughaus, das sie bis 1743 bewohnte.
Nachdem das Zeughaus durch einen Blitzeinschlag niedergebrannt war, zog sie in den Johannisturm um. Im selben Jahr hob der Dresdner Hof die Kuratel auf. Die Gräfin zog es jedoch vor, auf der Festung Stolpen zu bleiben. Warum sie die Festung nicht verließ, ist nicht eindeutig geklärt. Ihre Kinder wurden am Dresdner Hof vorzüglich erzogen, wie alle Kinder Augusts bestens versorgt und später standesgemäß verheiratet. Auch geht aus dem Briefverkehr, den die Gräfin ab 1728 mit den Ministern Wackerbarth, Löwendal und Watzdorf führte, hervor, dass ihr eine Rückkehr an den Dresdner Hof viel bedeutet hätte.

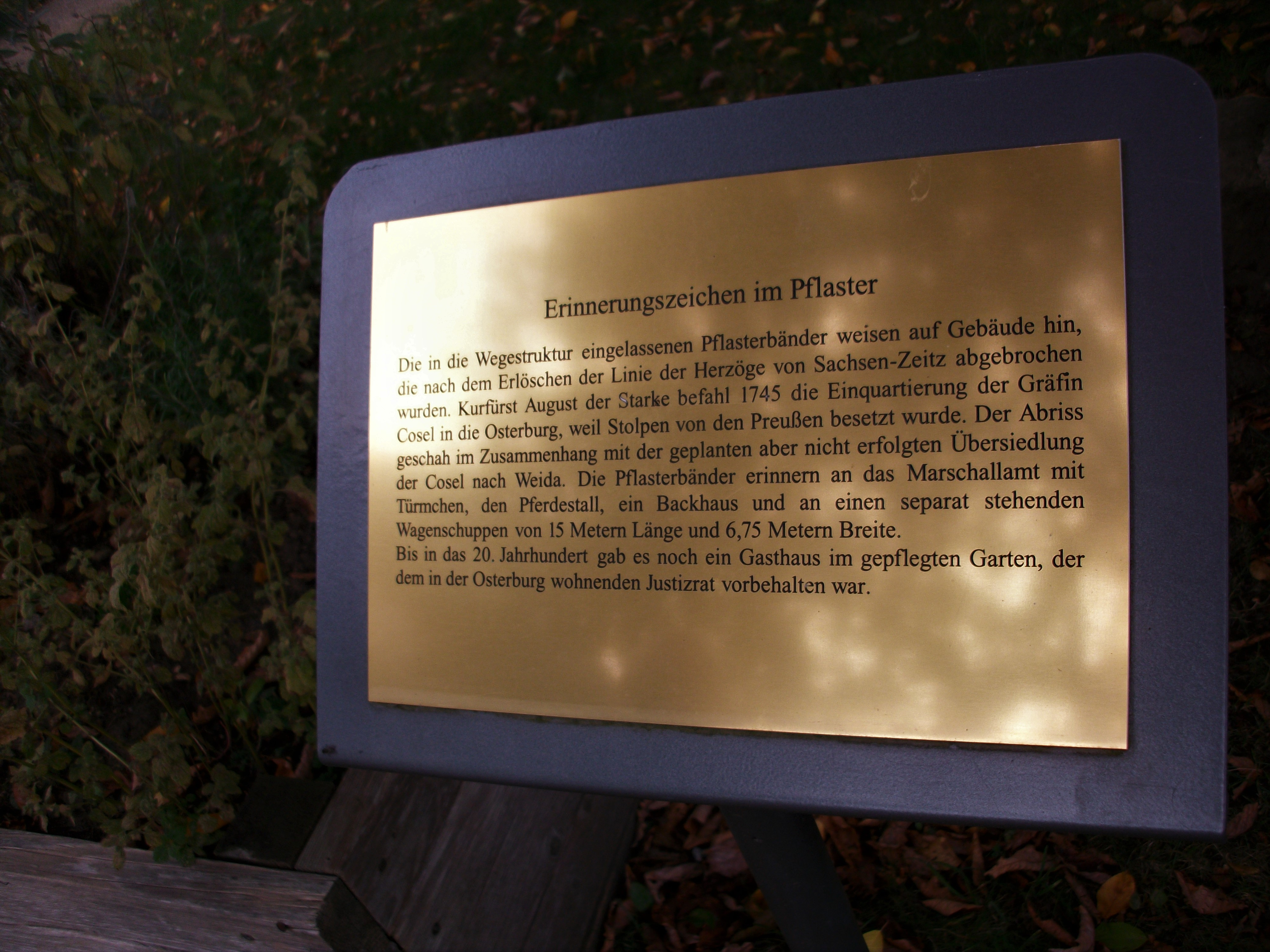
Osterburg Weida, Erwähnung der nicht realisierten Einquartierung der Gräfin Cosel im Jahr 1745

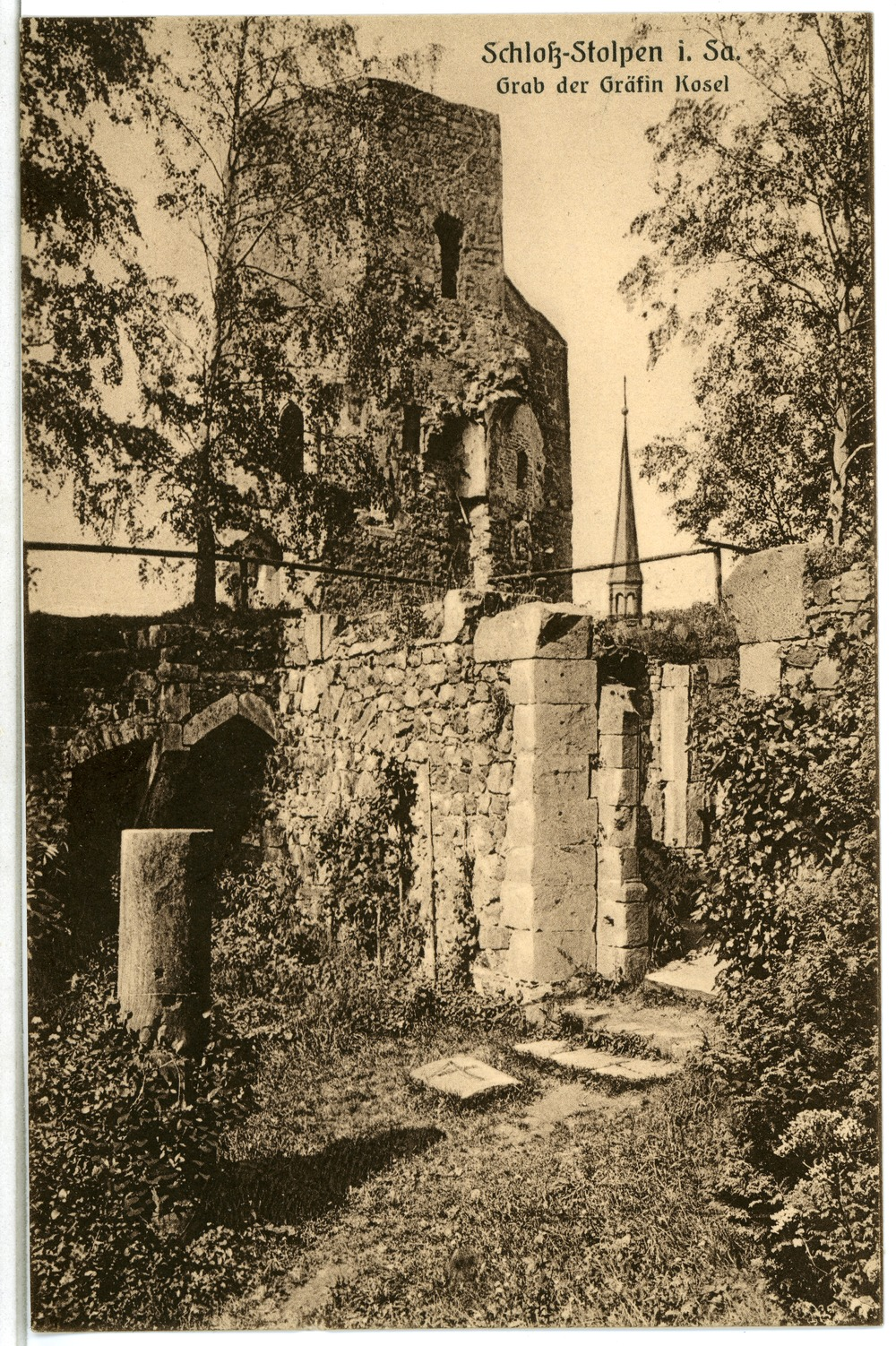
Grab der Gräfin Cosel (1903)

In späteren Lebensjahren beschäftigte sich die Gräfin mit Religionen und lebte zuletzt nach jüdischen Regeln. Einen Glaubensübertritt hatte sie wohl nicht erwogen und hatte auch keine Möglichkeiten dazu. Anna Constantia von Cosel starb am 31. März 1765 84-jährig auf der Burg Stolpen.

## Nachkommen
Anna Constantia und August der Starke hatten drei Kinder:
- Augusta Constantia Gräfin von Friesen, geb. von Cosel (1708–1728), ab 1725 Ehefrau von Heinrich Friedrich von Friesen
- Friederike Alexandra Gräfin Moszynska, geb. von Cosel (1709–1784), ab 1730 Ehefrau von Johann Xantius Anton Moszyński
- Friedrich August Graf von Cosel (1712–1770)[4], Erbe des mütterlichen Gutes Depenau, Erwerber von Schloss Saabor in Schlesien; er heiratete 1749 Gräfin Friederike Christiane von Holtzendorff, Erbin von Schloss Bärenstein. Sie ließen ab 1762 das Coselpalais in Dresden erbauen. Das Paar hatte fünf Kinder. Als Witwe verkaufte Friederike Christiane Gut Depenau 1783 an den französischen Marschall Graf Nikolaus von Luckner.

## Rätsel
Die Schmetterlingstaler, eine Münzserie Friedrich Augusts aus der Zeit der Gräfin Cosel, und die sogenannten Coselgulden und Coseldukaten geben zumindest teilweise Rätsel auf. Die Fragen sind, ob die Schmetterlingstaler auf höheren Befehl geprägt wurden und ob die Coselgulden so ausgeführt werden sollten oder die Erscheinung im Münzbild der Rückseite auf einer Zufälligkeit beruht. Das Rätsel um die Schmetterlingstaler ist noch ungelöst.

## Verfilmungen
- Gräfin Cosel (Originaltitel: Hrabina Cosel), polnischer Film von 1968 mit Jadwiga Barańska als Titelheldin (Regie: Jerzy Antczak)
- Sachsens Glanz und Preußens Gloria, sechsteiliger DDR-Fernsehfilm von 1985 und 1987 mit Marzena Trybała (Regie: Hans-Joachim Kasprzik)
- Gräfin Cosel – Aufstieg und Fall einer Mätresse, deutscher Fernsehfilm von 2005 mit Julia Reinecke, Julia-Maria Köhler und Silvia Riegler als Titelheldinnen (Regie: Dirk Otto)

## Hörspiel
- 2001: Gräfin Cosel, fünfteiliges Hörspiel des MDR und Walter Niklaus. Bearbeitung und Regie: Walter Niklaus, mit Ernst Jacobi (Erzähler), Corinna Kirchhoff (Gräfin Cosel), Thomas Thieme (August der Starke) u. v. a.[7]